# 스타니슬라 메하르

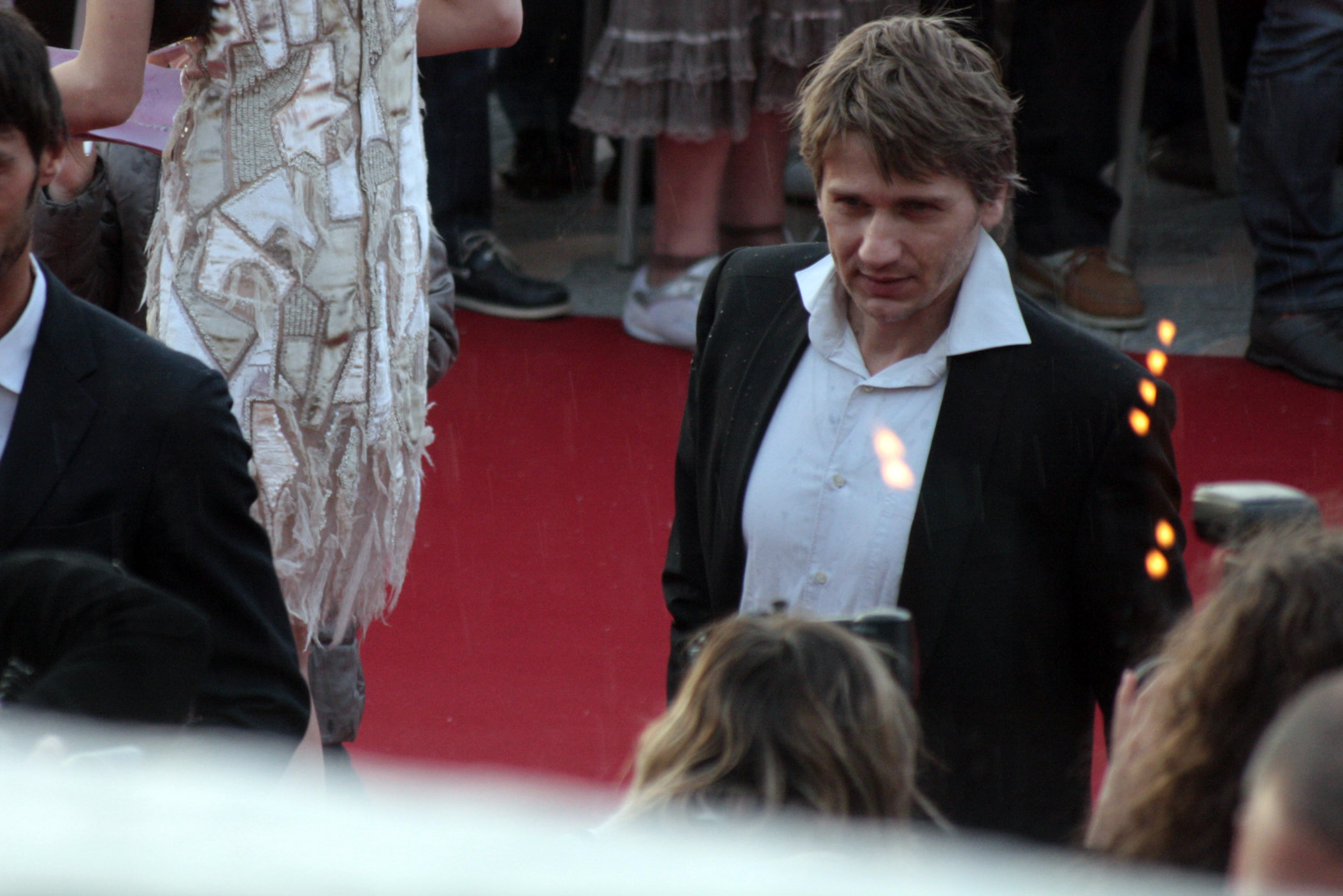

스타니슬라스 메라르(Stanislas Merhar, 1971년 1월 24일 ~ )는 프랑스의 배우, 영화배우, 연극 배우, 텔레비전 배우이다.
파리에서 태어났다.

## 영화
- 로그시티 (2020년) - 윌리 카펠리안 역
- 블랙 노트북 (2018년)
- 인 더 섀도우 오브 우먼 (2015년) - 피에르 역
- 로젠 (2014년)
- 레프트 풋 라이트 풋 (2013년)
- 꽃다운 아이리스 (2011년)
- 알마이에르 가의 광기 (2011년) - 알마이어 역
- 유산 (2006년)
- 아돌프 (2002년)
- 메어시 닥터 레이 (2002년)
- 모니카 벨루치의 스트리퍼 (2000년)
- 하느님의 슬리퍼 (2000년)
- 갇힌 여인 (2000년) - 시몬 역
- 편지 (1999년)
- 몬테 크리스토 백작 (1998년)